# Maxwell Bodenheim

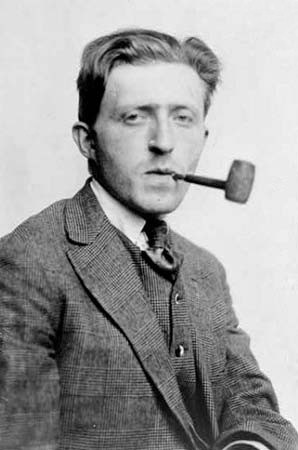
Maxwell Bodenheim

Maxwell Bodenheim (* 26. Mai 1892 in Hermanville, Mississippi; † 6. Februar 1954 in New York City) war ein US-amerikanischer Schriftsteller. Vor allem in den 1920er Jahren war er als „König der Bohème von Greenwich Village“ bekannt.
Geboren als Maxwell Bodenheimer, kürzte er später seinen Namen zu Bodenheim und wurde von seinen Freunden Max oder Bodey genannt. Sein Vater Solomon Bodenheimer (geboren im Juli 1858 im damals französischen Elsass) war 1888 in die USA emigriert, seine Mutter Carrie (geboren 19. April 1859 als Caroline Herman im elsässischen Brumath) bereits 1881. 1900 zog die Familie nach Chicago.
Um 1912 lernte Bodenheim Ben Hecht in Chicago kennen. Sie wurden Freunde und gründeten zusammen eine Zeitschrift. Sherwood Anderson und Charles MacArthur waren weitere Mitglieder ihrer Gruppe. Seine ersten Verse veröffentlichte Bodenheim 1914 im Poetry Magazine. In den folgenden zehn Jahren etablierte er sich als einer der führenden Autoren der USA. Er veröffentlichte zehn Gedichtbände, die viele Merkmale des Imagismus enthalten, sowie 13 Romane. 
Bodenheim hatte insgesamt drei Ehefrauen: Minna Schein (1918 bis zur Scheidung 1938), Grace Finan (1939 bis zu ihrem Tod 1950) und Ruth Fagin (1952 bis zum gemeinsamen Tod 1954). Mit Minna hatte er einen Sohn, der 1920 geboren wurde.
Nachdem er viele Jahre lang eine führende Figur der Künstlerszene von Greenwich Village gewesen war, verschlechterten sich Bodenheims Lebensumstände in den 1920er und 30er Jahren rapide. Vor der Hochzeit mit seiner zweiten Frau Grace war er zum Bettler geworden. Nach ihrem Krebstod wurde er zum Trinker und verlor an Ansehen. Er wurde mehrmals wegen Landstreicherei und Trunkenheit verhaftet und in ein Krankenhaus eingeliefert. 
Bodenheims dritte Frau Ruth war 28 Jahre jünger als er. Sie teilte seine heruntergekommene Lebensweise. Sie waren obdachlos und schliefen auf Parkbänken. Er bettelte mit einem Schild mit der Aufschrift „Ich bin blind“, sie schrieb kurze Gedichte gegen Geld oder Drinks nieder. Ruth schlief auch mit anderen Männern, was Bodenheim nicht zu stören schien.
Bodenheim und Ruth wurden 1954 von dem 25-jährigen psychisch gestörten Tellerwäscher Harold „Charlie“ Weinberg ermordet, den sie auf der Straße kennengelernt hatten. Er bot ihnen an, in seinem Zimmer zu schlafen, da er an Ruth interessiert war. Als die beiden direkt neben Bodenheim sexuell aktiv wurden, forderte dieser den Nebenbuhler zu einem Kampf heraus, in dessen Verlauf er von ihm erschossen wurde. Anschließend erstach Weinberg Ruth mit einem Messer. Bei seiner Gefangennahme gestand er den Doppelmord. Er wurde für unzurechnungsfähig erklärt und in eine psychiatrische Klinik eingewiesen. 
Bodenheims Memoiren My Life and Love in Greenwich Village (erschienen 1954) wurden teilweise von einem Ghostwriter verfasst. Ben Hechts Stück Winkelberg (1958) basiert auf dem Leben des Dichters. Eine Biographie mit dem Titel Maxwell Bodenheim von Jack B. Moore wurde 1970 veröffentlicht.
Maxwell Bodenheim liegt auf dem Cedar Park Cemetery in Emerson, New Jersey begraben.

## Hauptwerke
- Minna and Myself (Gedichte), 1918
- Advice (Gedichte), 1920
- Introducing Irony (Gedichte), 1922
- Against This Age (Gedichte), 1923
- Blackguard (Roman), 1923
- The Sardonic Arm (Gedichte), 1923
- Crazy Man (Roman), 1924
- Replenishing Jessica (Roman), 1925
- Ninth Avenue (Roman), 1926
- Returning to Emotion (Gedichte), 1927
- Georgia May (Roman), 1928
- The King of Spain (Gedichte), 1928
- Sixty Seconds (Roman), 1929
- Bringing Jazz! (Gedichte), 1930
- Naked on Roller Skates (Roman), 1930
- A Virtuous Girl (Roman), 1930
- Duke Herring (Roman), 1931
- Run, Sheep, Run (Roman), 1932
- New York Madness (Roman), 1933
- Slow Vision (Roman), 1933
- Lights in the Valley (Gedichte), 1942
- Selected Poems (Gedichte), 1946
- My Life and Loves in Greenwich Village, 1954
- Cutie A Warm Mamma (Hecht Ben und Maxwell Bodenheim)